# Frédéric François-Marsal

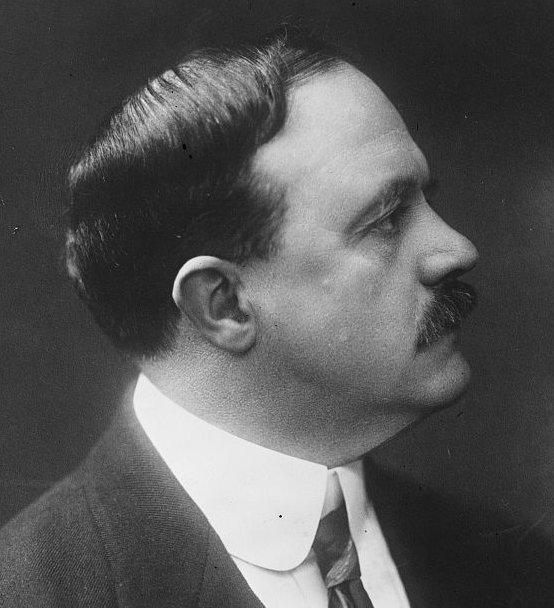
Frédéric François-Marsal

Frédéric François-Marsal (Parijs, 16 maart 1874 – Gisors, 20 mei 1958) was een Frans politicus.
Frédéric François-Marsal was lid van de conservatieve Fédération Républicaine (Republikeinse Federattie) en na de Eerste Wereldoorlog een van de voormannen van het Bloc National (Nationaal Blok). Van 20 januari 1920 tot 16 januari 1921 was hij minister van Financiën in de kabinetten-Millerand en Leygues. Van 29 maart tot 14 juni 1924 was hij opnieuw minister van Financiën (kabinet-Poincaré III, kabinet-François-Marsal) en van 8 juni tot 14 juni 1924 korte tijd premier (Président du Conseil). Zijn kabinet was een overgangsregering. Op 14 juni werd zijn kabinet opgevolgd door een centrumlinkse regering onder premier Édouard Herriot.
Van 11 juni tot 13 juni 1924 was François-Marsal waarnemend president van Frankrijk.
Hij was van 1928 tot 1947 lid van de Académie des Sciences Morales et Politiques. François-Marsal overleed op 83-jarige leeftijd.